# Manuel Marín González
Manuel Marín González (Ciudad Real, 21 d'octubre de 1949 - Madrid, 4 de desembre de 2017) va ser un polític espanyol, diputat i president del Congrés dels Diputats des de l'any 2004 fins al 2008.

## Biografia
Va néixer el 21 d'octubre de 1949 a la ciutat de Ciudad Real. Va estudiar dret a la Universitat Complutense de Madrid, ampliant posteriorment els seus estudis a la Universitat de Nancy (França). Interessat en la docència ha estat professor de la Universitat Carles III de Madrid.

## Activitat política

### Política espanyola
Durant la seva estada a Bèlgica va entrar en contacte amb gent del Partit Socialista Obrer Espanyol (PSOE), partit que en aquells moments era clandestí. Afiliat en ell, en les eleccions generals de 1977 fou escollit diputat al Congrés per la província de Ciudad Real, escó que repetí en les eleccions de 1979, 1982. Durant el govern de Felipe González fou designat Secretari d'Estat per les relacions amb les comunitats, càrrec que li va permetre desenvolupar un paper molt important en l'adhesió i firma d'ingrés de l'estat espanyol a la Unió Europea (en aquells moments CEE).

### Política europea
Amb l'adhesió d'Espanya a la CEE Marín fou escollit membre de la Comissió Europea, esdevenint el 5 de gener de 1986 Vicepresident i Comissari d'Afers Socials, Ocupació i Educació
entre 1986 i 1989 en la Comissió presidida per Jacques Delors. En la formació de la seva segona Comissió, Santer el nomenà l'any 1989 Comissari de Cooperació i Desenvolupament i d'Assumptes Pesquers, conservant així mateix la vicepresidència; passant a conservar l'any 1993 la vicepresidència i el comissariat de Cooperació per al desenvolupament, càrrec que va mantenir fins al 1999.
En la formació de la Comissió presidia per Jacques Santer, Marín fou nomenat el 15 de març de 1999 Vicepresident i continuà la seva tasca com a Comissari Europeu de Cooperació i Densenvolupament, encarregat especialment de les relacions amb l'Europa Mediterrània, l'Amèrica Llatina i Orient Pròxim.
Entre el 20 de juliol i el setembre de 1999 Manuel Marín va assumir la presidència en funcions de la Comissió Europea després de la dimissió de Jacques Santer, conservant els mateixos comissaris que en l'època de Santer.

### President del Congrés dels Diputats
Després dell seu pas per la política europea, l'any 1999 retornà a Espanya per esdevenir el número u del PSOE en les eleccions generals de 2000 per la província de Ciudad Real, sent novament elegit diputat al Congrés. Posteriorment fou reescollit diputat en les eleccions generals de 2004.
La victòria socialista en la VIII legislatura, i un acord per a l'elecció dels membres de les meses va permetre a Marín ser escollit President del Congrés. Com a president ha moderat debats històrics com el del Pla Ibarretxe i la Reforma de l'Estatut de Catalunya. Igualment, Marín serà recordat per haver estat el primer president del congrés que, aplicant el reglament, expulsà un altre diputat, en aquest cas Vicente Martínez-Pujalte del PP que havia estat cridat tres vegades a l'ordre.
El 15 de novembre de 2007 anuncia que deixa la política i que es dedicaria a lluitar contra el canvi climàtic i a defensar un model de desenvolupament econòmic sostenible des de la Universitat. També va ser president de la Fundació Iberdrola fins a la seva mort.